# 静修女学校
静修女学校（せいしゅうじょがっこう、英: Young Ladies' Institute）は、明治時代に米国聖公会が東京麹町区に設立した女学校である。米国聖公会ニューヨーク教区婦人会の基金によって立教大学校（現・立教大学）や立教女学校（現・立教女学院）の姉妹校として創設されたミッションスクールで、1889年（明治22年）に設立され、1902年（明治35年）には廃校となるが、静修女学校の校舎や生徒は聖公会信徒の津田梅子が運営する『女子英学塾』（現・津田塾大学）に譲渡されて受け継がれた。
1895年（明治28年）に長老派のアメリカ人女性宣教師クララ・ロースが小樽市に設立した静修女学校とは異なる。また、札幌市にある札幌静修会女学校（1922年創立）を起源とする札幌静修高等学校とは異なる。台湾台北市にある日本統治時代にカトリック・ドミニコ修道会により私立女学校として開かれた静修女学校（現・私立天主教静修中学、静修女子高級中學）とは異なる。

## 概要
1888年（明治21年）9月12日、米国聖公会外国委員会は、東京に設立予定の女学校である『Young Ladies' Institute』の責任者として、女性宣教師マーサ・アルドリッチ（Miss Martha Aldrich）を任命。アルドリッチは同年10月26日にアメリカを出航し、11月14日に東京に到着した。
1889年（明治22年）4月20日、米国聖公会ニューヨーク教区婦人会の基金によって東京に女学校『Young Ladies' Institute』（和名：静修女学校）が設立され、予定どおりマーサ・アルドリッチが担当者を務めた。この学校は上流階級の若い女性のための学校として設計され、多くが自立することを期待された。当初9名の生徒で開校したが、まもなく生徒は19名に増えた。
1890年（明治23年）10月1日、米国聖公会女性宣教師のアイダ・ゲップ（Miss Ida Goepp）とリサ・ラベル（Miss Lisa Lovell） が日本に向けて出航し、同年10月20日に東京に到着。ゲップはYoung Ladies' Institute（和名：静修女学校）に着任してアルドリッチの任務を支えることとなり、ラベルは同年10月29日に大阪に到着し、既に1888年（明治21年）から大阪の女学校『Osaka Ladies' Institute』で責任者を務めていたレイラ・ブル（Miss Leila Bull）ととも働き、英語を教えることになった。レイラは、マサチューセッツ州ピッツフィールド出身で、1888年（明治21年）4月11日に『Osaka Ladies' Institute』の責任者に任命され、同年4月21日にアメリカを出航し、同年5月23日に大阪に到着し、任務にあたっていた。
また、1890年（明治23年）に、田井正一が麹町区五番町にあった静修女学校の校長に就任し、日本聖公会の聖職者としての活動と兼務した。
1893年（明治26年）に、華族女学校で教師を務める石井筆子（当時・渡辺筆）が静修女学校の校長に就任し、女子教育者として活躍していく。
1894年（明治27年）には、後に夫となる石井亮一も講師として筆子を助けた。
1899年（明治32年）に石井筆子（当時・渡辺筆）が静修女学校の校長を退任し、華族女学校も退職する。
1902年（明治35年）に静修女学校は閉鎖して廃校することとなり、土地と校舎と生徒を津田梅子（聖公会信徒）の『女子英学塾』（現・津田塾大学）に譲渡し、学校を引き継いだ。津田梅子は、華族女学校での筆子の同僚の教師であり、また筆子の洗礼にも立ち合った信仰の同志としても深い親交があり、静修女学校の経営や、石井亮一の事業に関わり始めた筆子を支えており、閉鎖となった静修女学校も受け継いだ。